# Phytopharmacie
 (mars 2008).
La phytopharmacie est la science s'intéressant à la conception, au mode d'action, la préparation et la distribution  des produits qui servent à traiter les plantes.
Leur utilisation est réglementée : l'annexe de l'arrêté du 14/04/1998 établissant la liste des substances actives dont l'incorporation est autorisée dans les produits phytopharmaceutiques.
En effet il peut y avoir des effets importants comme avec le Chlordécone

## Exemples
Exemple de produits phytosanitaires.
- la bouillie bordelaise a des propriétés fongicides.
- Les acaricides avec les dicofol et cyhexatin.
- Les insecticides naturels avec la pyrèthrine.
- Les insecticides chimiques avec des Bifenthrine, Pyrimicarbe ou Tau-Fluvalinate[1].

## Diplôme
La Faculté de Pharmacie de Paris délivre un diplôme de Phytopharmacie